# Sarah Mayer
Sarah Winifred Benidict Mayer (Londres, 16 de outubro de 1896 — Barton-under-Needwood, 19 de março de 1957) conhecida como Sarah Mayer foi uma judoca estadunidense, Foi a primeira mulher não japonesa a ganhar a faixa preta de Judô.

## Biografia
Mayer começou judô em Londres, Inglaterra, no Budokwai, que havia sido fundado por Gunji Koizumi, em 26 de janeiro de 1918. Ela visitou o Japão em 1930 e estudou na Kodokan e mais tarde no Butokukai de Kyoto (que tinha sido estabelecido em 1890 e foi liderada por representantes de Kano). Em 1 de março de 1935 o Jornal Nacional Japonês trazia a manchete "Mulher Estrangeira Ganha Shodan no Butokukai". Sarah Mayer foi tida como faixa preta em 27 de fevereiro de 1935 e foi a primeira mulher não-japonesa no mundo a receber a classificação faixa preta em Judô Kodokan.http://judoinfo.com/mayer.htm
Ela voltou no mesmo ano para Grã-Bretanha, trazendo Ichiro Hatta * com ela, e praticaram no Budokwai por um tempo, antes de montar seu próprio dojo em sua casa em Burgh Heath. Sarah estava envolvida no teatro e escreveu uma peça "centenas e milhares", que apresentou no teatro Garratt, em 1939. Ela passou a escrever artigos e histórias para o Evening Standard.